# Heteromeringia veitchi
Heteromeringia veitchi är en tvåvingeart som beskrevs av Mario Bezzi 1928. Heteromeringia veitchi ingår i släktet Heteromeringia och familjen träflugor.
Artens utbredningsområde är Fiji. Inga underarter finns listade i Catalogue of Life.